# 박슬기 (배구 선수)
박슬기(1991년 2월 25일 ~ )는 대한민국의 여자 배구 선수이다. 현재 수원 현대건설 힐스테이트 소속이다. 포지션은 레프트이고 스파이크 높이는 298cm, 블로킹 높이는 289cm이다. 2009년 10월 27일 열린 2009-2010시즌 여자 신인선수 드래프트에서 1라운드 2순위로 수원 현대건설 힐스테이트에 입단하였다. 첫 시즌 23경기에서 74득점을 올리며 신인 중 최다 득점을 올렸다. 여자부 외국인 선수의 3세트 출전 제한이 있던 NH농협 2010~2011 V-리그에서 3세트의 ‘스페셜리스트’로 활약했다.

## 국가대표 경력
- 2007년 아시아 청소년 여자배구 선수권대회 국가대표
- 2007년 세계 유스 여자배구 선수권대회 국가대표
- 2008년 아시아 청소년 여자배구 선수권대회 국가대표